# Ganbare Goemon: Tōkai dōchū Ōedo tengu ri kaeshi no maki
Ganbare Goemon: Tōkai dōchū Ōedo tengu ri kaeshi no maki (がんばれゴエモン • 東海道中 大江戸天狗り返しの巻) est un jeu vidéo de la série des Ganbare Goemon sorti sur Nintendo DS le 23 juin 2005. Sa sortie a marqué le retour des thèmes médiévaux japonais de la série et de l'humour excentrique, étant donné que les jeux précédents de la série prenaient place dans un environnement futuriste ou avec un ton plus sérieux. Il est sorti uniquement au Japon.